# Parque eólico Diadema
El Parque Eólico Diadema es un parque eólico argentino ubicado en el Departamento Escalante, a 5 km de la localidad de Diadema Argentina, del municipio de Comodoro Rivadavia. Es el primer parque eólico argentino en Gestión Ambiental.

## Localización
Se localiza en las siguientes coordenadas, se utilizó el sistema geodésico WGS84.
- Latitud :  -45° 46' 40.9"
- Longitud : -67° 40' 19.2"

## Generalidades
Parque eólico, situado en el departamento Escalante de la provincia del Chubut, posee una potencia nominal de 27,45 MW. Es operado por una empresa de capitales argentinos

## Descripción
Parque eólico cuenta con una capacidad de 27.45 MW, de ellos (antes de la montage de los 9 nuevos molinos Enercon E-82) 5 MW son usados para la distribución de energía a la red nacional argentina y la capacidad restante sería utilizada por medio de un electrolizador para producir hidrógeno y oxígeno. 
El campo eólico está compuesto por 16 aerogeneradores, 7 ENERCON E-44 de 900 kW de potencia nominal cada uno, montados en 2011 y ahora más 9 ENERCON E-82 nuevos de 2350 kW de potencia nominal cada uno, funcionando como generadores sincrónicos y velocidad variable, que se conecta a la red nacional a través de una celda cerca de Diadema, operada por "Transpa S.A."

## Detalles
El parque fue puesto en operación desde el año 2010, con 7 turbinas eólicas de la marca Enercon E44/900, con una potencia individual de cada motor de 900 kW, y un diámetro 44 m, situados a una altura de 45 m, llegando a una potencia nominal de 6300 kW, la empresa desarrolladora fue Enercon, siendo uno de los más grandes de la Patagonia.

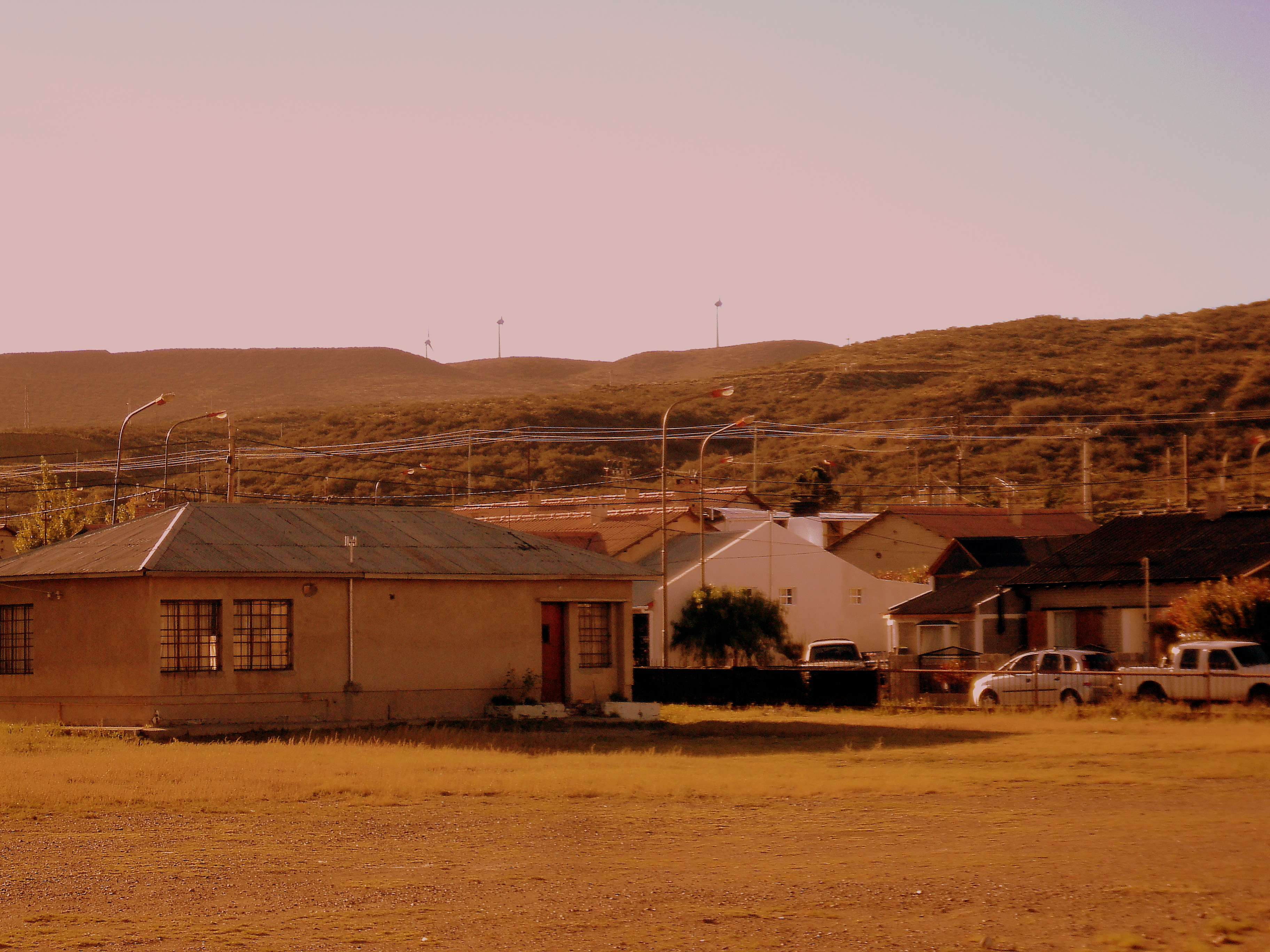
Parque eólico desde Diadema

## Galería

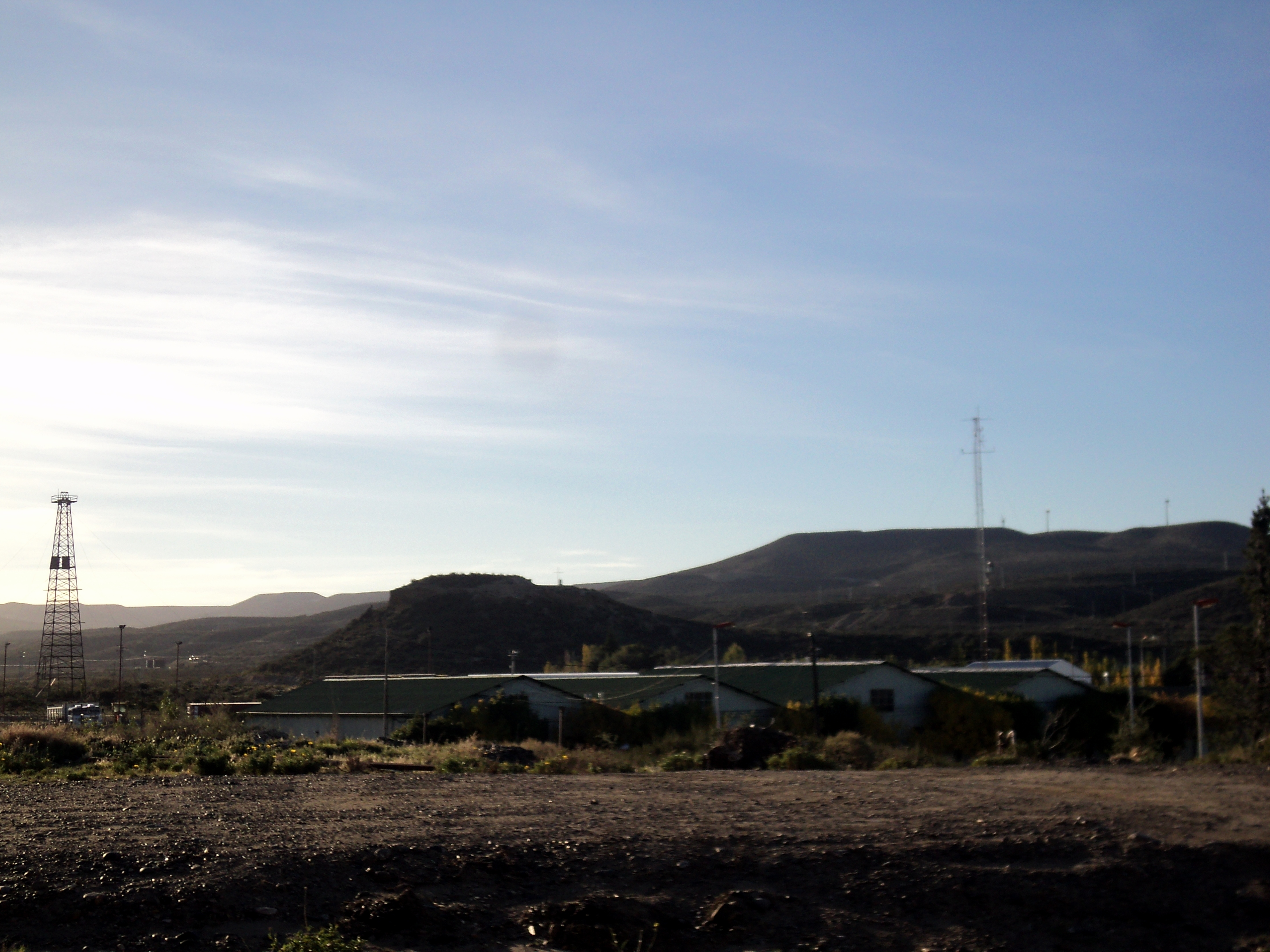
Sector industrial de Diadema con los molinos en lo alto
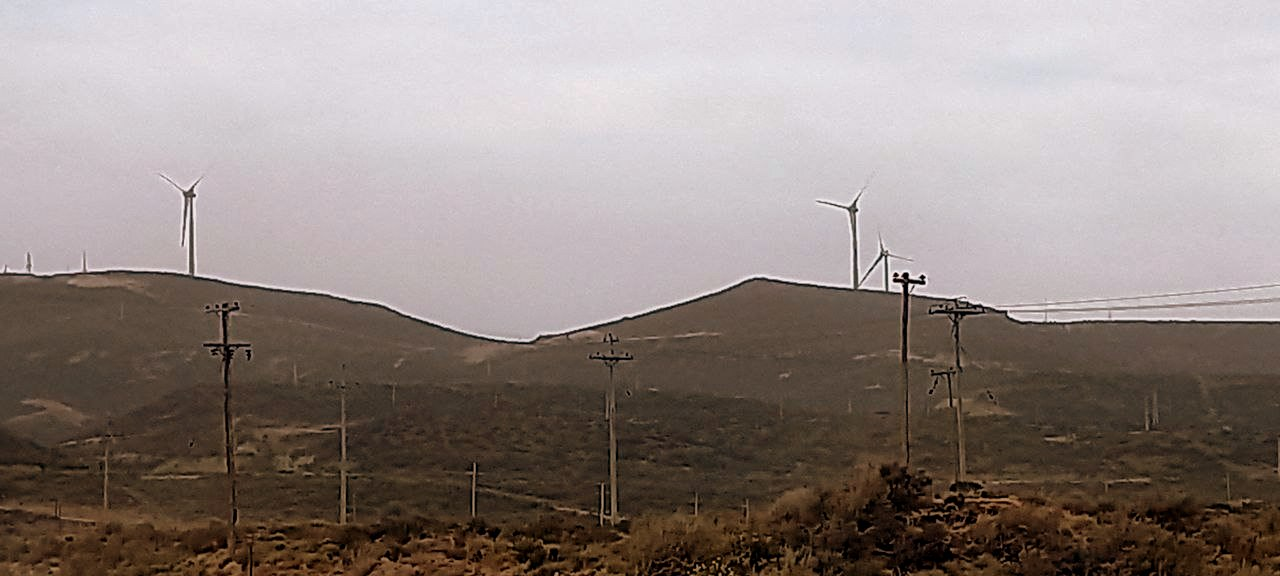
El parque desde cercanías a Escalante
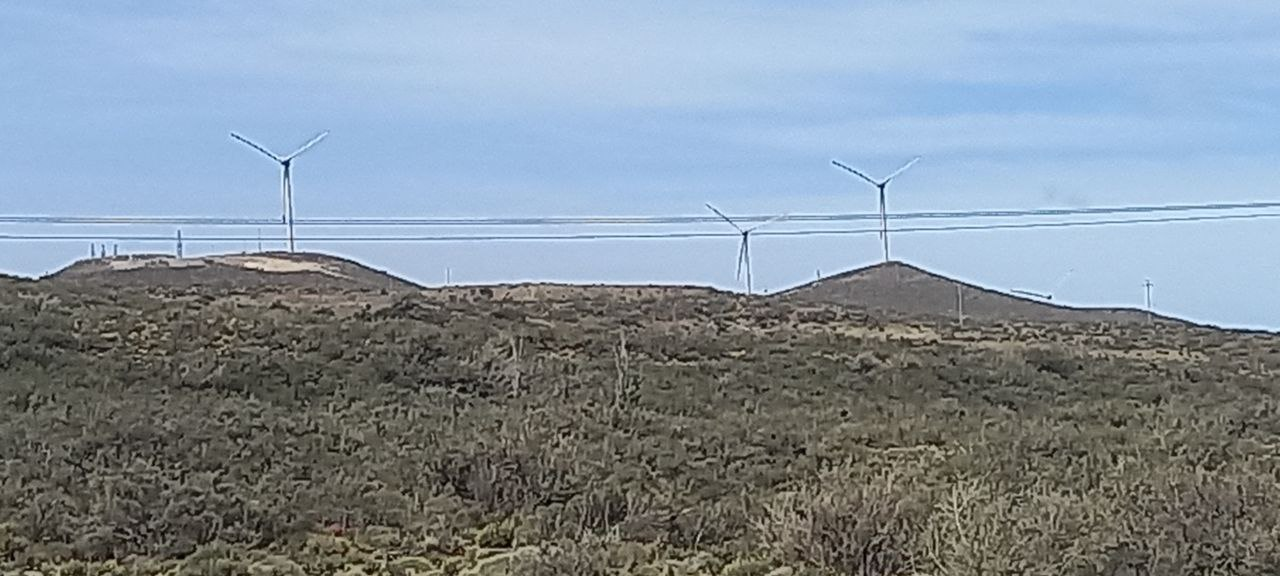
El parque enclavado en la cima de la Meseta Patagónica
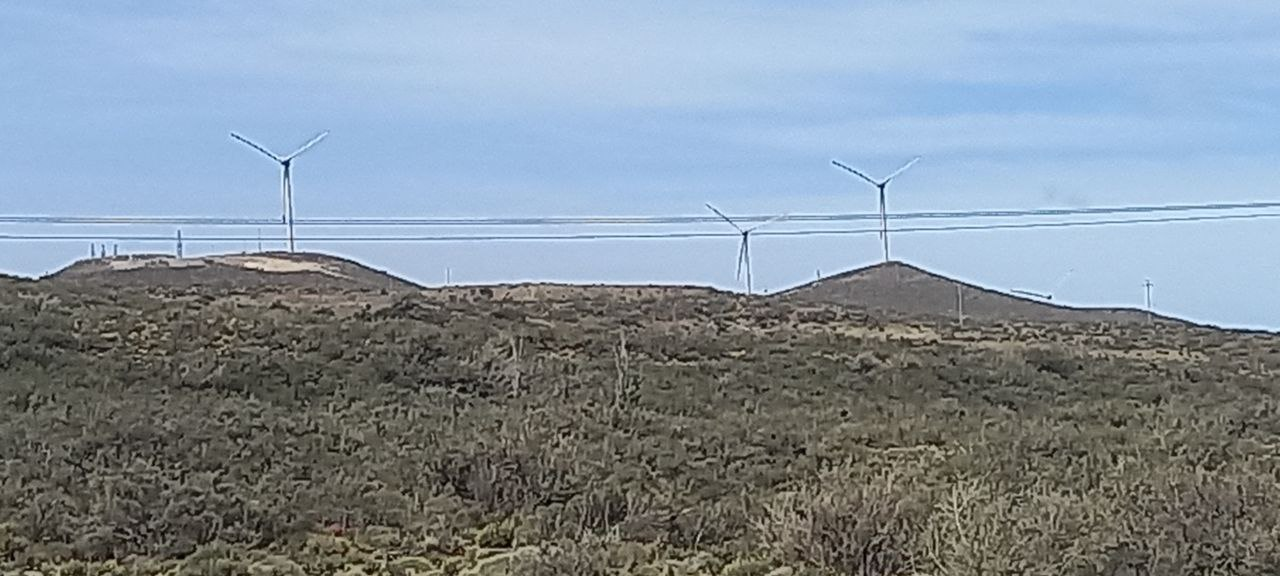
El parque enclavado en la cima de la Meseta Patagónica